# Ukyo Katayama
Pour les articles homonymes, voir Katayama.
Ukyo Katayama (片山 右京, Katayama Ukyō) est un pilote automobile japonais né le 29 mai 1963 à Tokyo.

## Biographie

### Carrière automobile

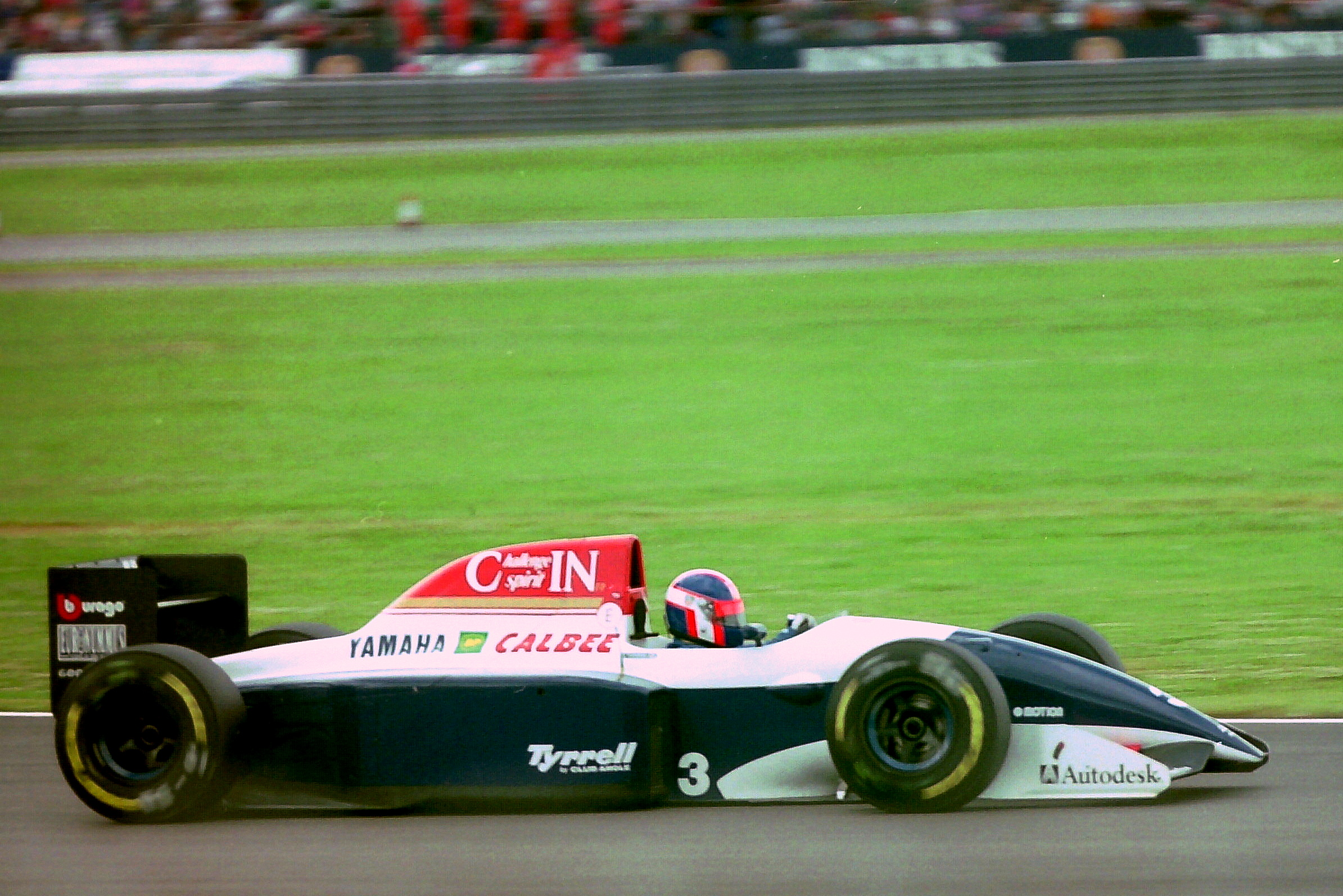
Ukyo Katayama sur Tyrell 020C au GP de Grande-Bretagne 1993

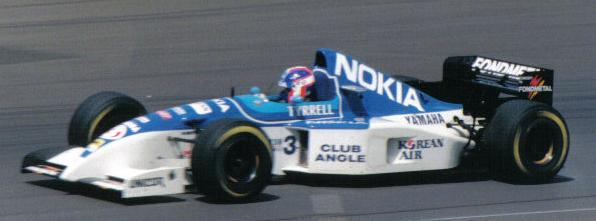
Ukyo Katayama sur Tyrell 023 au GP de Grande-Bretagne 1995

Après avoir fait ses premiers pas dans le sport automobile en France (Formule Renault en 1986, Formule 3 en 1987 et 1988), Katayama retourne au Japon où il devient l'un des acteurs majeurs du championnat de Formule 3000 japonaise, qu'il remporte en 1991.
Grâce à ce succès et aux soutiens de puissants sponsors nationaux (les cigarettes Cabin puis plus tard Mild Seven), il parvient à décrocher un volant au sein de l'écurie française de Formule 1 Larrousse en 1992. Dès sa première saison en F1, Katayama séduit les observateurs par son caractère ouvert et son entrain, mais se fait surtout remarquer par ses nombreuses frasques en piste, conséquence de sa tendance au surpilotage. À deux reprises, Katayama trouve même le moyen de s'accrocher avec son coéquipier Bertrand Gachot. En 1993, il rejoint l'écurie Tyrrell, où fidèle à lui-même, il multiplie les bévues, ce qui lui vaut le surnom de kamikaze. Mais en 1994, toujours chez Tyrrell, c'est surtout par ses performances qu'il fait parler de lui. Régulièrement plus rapide que son coéquipier (le pourtant réputé et expérimenté pilote britannique Mark Blundell), il réalise plusieurs coups d'éclat en qualification (notamment une troisième place aux essais du GP d'Allemagne), qu'il a malheureusement encore parfois tendance à gâcher en course par la faute de son manque de constance. Dans un accès de lyrisme, le célèbre commentateur britannique Murray Walker, impressionné par le niveau du pilote japonais, ira même jusqu'à le qualifier de plus grand pilote que la Formule 1 ait jamais produit.
En 1995, alors que l'on attend que Katayama confirme ses promesses de 1994, il retombe dans ses errements et se fait éclipser par Mika Salo, son nouveau coéquipier. Katayama refait parler de lui de la pire des façons au départ du Grand Prix du Portugal, où il part dans une spectaculaire série de tonneaux à la suite d'un accrochage avec un autre concurrent. Après une dernière saison chez Tyrrell en 1996, il part chez Scuderia Minardi en 1997 où il achève son parcours en Formule 1. 
Il détient le record du pilote qui a le plus connu de saisons complètes sans inscrire le moindre point sur cinq années dont trois consécutivement de 1995 à 1997, à égalité avec Timo Glock parmi les six auxquels il a participé, et également celui du nombre de courses disputées sans inscrire de points bien qu'il en ait obtenu à trois reprises. 
Après avoir quitté la Formule 1, Katayama est resté dans le monde de la course puisqu'il a rejoint pendant plusieurs années les rangs du championnat GT japonais (le JGTC) et a participé à plusieurs reprises aux 24 heures du Mans (2e en 1999 sur Toyota) ainsi qu'au Paris-Dakar.

### Résultats en championnat du monde de Formule 1
| Saison | Écurie                         | Châssis  | Moteur          | Pneus       | GP disputés | Points inscrits | Classement |
| ------ | ------------------------------ | -------- | --------------- | ----------- | ----------- | --------------- | ---------- |
| 1992   | Central Park Venturi Larrousse | LC92     | Lamborghini V12 | Goodyear    | 14          | 0               | n.c.       |
| 1993   | Tyrrell Racing Organisation    | 020C 021 | Yamaha V10      | Goodyear    | 16          | 0               | n.c.       |
| 1994   | Tyrrell Racing Organisation    | 022      | Yamaha V10      | Goodyear    | 16          | 5               | 17e        |
| 1995   | Nokia Tyrrell Yamaha           | 023      | Yamaha V10      | Goodyear    | 16          | 0               | n.c.       |
| 1996   | Tyrrell Yamaha                 | 024      | Yamaha V10      | Goodyear    | 16          | 0               | n.c.       |
| 1997   | Minardi F1 Team                | M197     | Hart V8         | Bridgestone | 17          | 0               | n.c.       |

### Résultats aux 24 heures du Mans
| Année | Voiture             | Équipe              | Équipiers                        | Résultat |
| ----- | ------------------- | ------------------- | -------------------------------- | -------- |
| 1988  | Cougar C22-Porsche  | Courage Compétition | Paul Belmondo / François Migault | Abandon  |
| 1992  | Toyota TS010        | Toyota Team Tom's   | David Brabham / Geoff Lees       | Abandon  |
| 1998  | Toyota GT-One       | Toyota Motorsport   | Toshio Suzuki / Keiichi Tsuchiya | 9e       |
| 1999  | Toyota GT-One       | Toyota Motorsport   | Toshio Suzuki / Keiichi Tsuchiya | 2e       |
| 2002  | Courage C60-Peugeot | Pescarolo Sport     | Éric Hélary / Stéphane Ortelli   | Abandon  |
| 2003  | Dome S101-Mugen     | Kondo Racing        | Ryō Fukuda / Masahiko Kondō      | 13e      |

## Autres sports
Sportif complet, Katayama a également assouvi l'un de ses rêves d'enfance en tentant de réaliser l'ascension de l'Everest mais a dû rebrousser chemin à quelques dizaines de mètres seulement du sommet. Féru d'alpinisme, il a déjà le mont McKinley, le Kilimandjaro et plusieurs sommets himalayens à son palmarès.
En décembre 2009, Katayama a échappé à la mort sur le Mont Fuji alors qu'il effectuait une randonnée par −25 °C. Deux de ses compagnons, qui travaillaient dans sa société, sont décédés. Katayama a lancé deux appels de détresse avant d'être secouru sur un sentier à 2 200 mètres d'altitude par une équipe de secours de la police de Shizuoka.
En 2010 il devient préparateur mental et coureur pour l'équipe cycliste japonaise Utsunomiya Blitzen. Il ajoute un autre sommet à son palmarès en gravissant le Mount Vinson. En 2011, toujours coureur cycliste, il participe à davantage de courses et monte une opération pour venir en aide à ses compatriotes victimes du séisme du 11 mars. En 2012, il fonde l'équipe continentale Ukyo.